# Guerre électronique

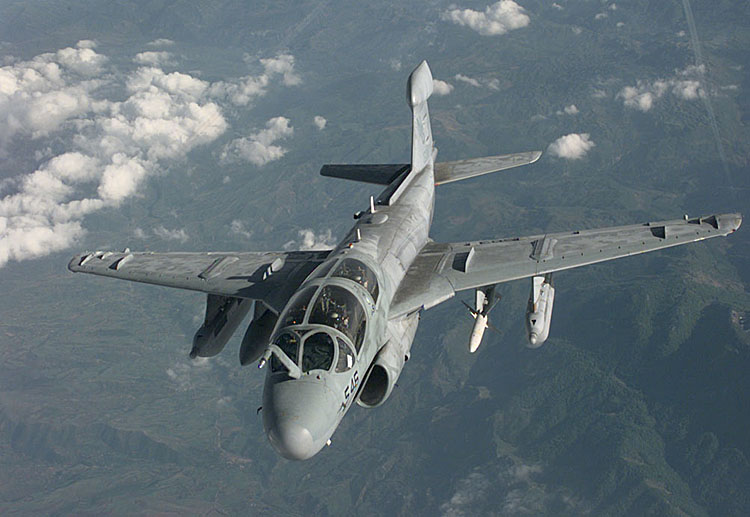
Le Grumman EA-6 Prowler est un avion de guerre électronique utilisé par l'US Navy.

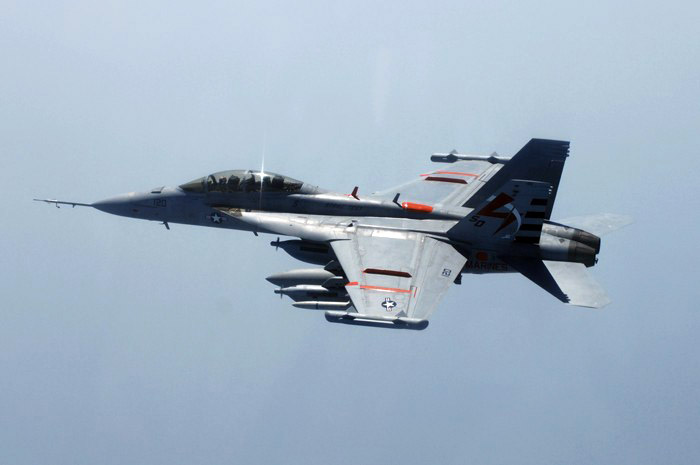
Boeing EA-18G Growler reprenant la relève des EA-6 à partir de 2009.

La guerre électronique consiste en l'exploitation des émissions radioélectriques d'un adversaire et, inversement consiste à l'empêcher d'en faire autant. Il s'agit donc de toutes les opérations visant à acquérir la maîtrise du spectre électromagnétique, pour intercepter et/ou brouiller les ordres ou informations circulant dans les systèmes de communication de l'adversaire.
La guerre électronique se subdivise en trois branches : l'attaque, le soutien et la protection.

## Historique

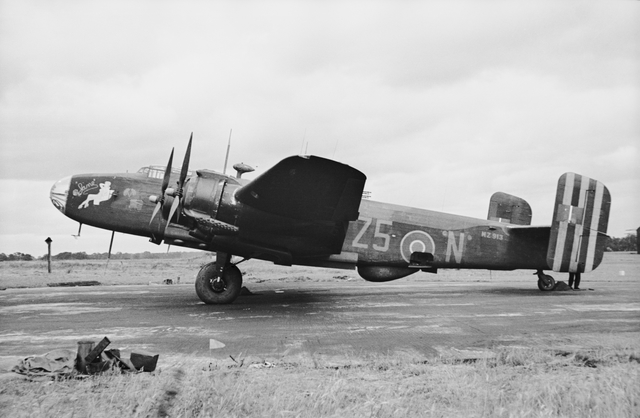
Un Handley Page Halifax B Mark III du 462 Squadron de la Royal Australian Air Force en 1945. Il dépend du Groupe 100 RAF spécialisé dans la protection des raids de bombardements stratégique Alliés en Europe. Sous son fuselage se trouve du matériel de brouillage radar et de contre-mesures.

L'histoire de la Guerre Électronique peut être divisée en plusieurs catégories, par exemple: Guerre Électronique analogique, Guerre Électronique numérique, et quelque chose qui est appelé en anglais « Guerre Électromagnétique Cognitive ».
La guerre électronique (GE) analogique remonte à la Seconde Guerre des Boers (1899-1902). Pendant la guerre russo-japonaise (1904-1905), la GE a été utilisée pour perturber les communications ennemies.
L'utilisation de la radiocommunication durant la Première Guerre mondiale par les belligérants a conduit aux premiers systèmes d'écoutes et de tentatives de brouillage radio. 
L'utilisation du radar durant la Seconde Guerre mondiale a conduit à la découverte des lois fondamentales de la physique et de la technologie qui déterminent le brouillage radar.
Durant la Seconde Guerre mondiale, les Alliés et les puissances de l'Axe ont employé la GE de manière intensive pour interférer avec les radars de navigation. Des méthodes comme l'utilisation de paillettes ont été introduites pour confondre et vaincre les systèmes radar de suivi.
À mesure que la technologie de communication et de radar progressait et devenait numérique, la GE joua un rôle majeur dans diverses opérations militaires, notamment pendant la guerre du Vietnam. Les avions en mission de bombardement ou de combat aérien dépendaient souvent de la GE pour survivre aux batailles.
En 2007, une attaque israélienne en Syrie a employé des systèmes de GE pour perturber les défenses aériennes syriennes,.
Pendant la guerre russo-ukrainienne, la GE a joué un rôle crucial en perturbant les radars et les communications de défense aérienne ukrainiens, entraînant des pertes importantes de drones ukrainiens et affectant les capacités de renseignement,,,,, mais aussi les systèmes russes, y compris leurs bombes guidées.

## Attaque électronique
L'attaque électronique consiste à attaquer l'adversaire à l'aide d'armes électroniques.
Afin de tuer ou de neutraliser l'adversaire aux moyens d'armes électroniques, ou de détruire ses équipements, l'attaquant cherchera également à neutraliser ou détruire les ressources électroniques de l'ennemi.
Il s'agit donc pour l'essentiel de mesures de brouillage de ses émissions électromagnétiques et de mesures de leurrage ou d'intrusion de ses systèmes électromagnétiques humains mais également non humains. Le brouillage rend inexploitables les émissions de l'adversaire ; le leurrage et l'intrusion lui donnent de fausses indications ou de fausses pistes. L'ensemble de ces moyens était autrefois appelé « contre-mesures électroniques » (CME), en anglais ECM pour Electronic Counter Measures.
L'attaque électronique inclut également l'emploi d'armes à énergie dirigée, destinées à détruire les systèmes électroniques adverses. Elle implique l'utilisation de « moyens actifs », donc indiscrets. Voir par exemple l'article Wild Weasel.

## Soutien électronique ou détection électronique

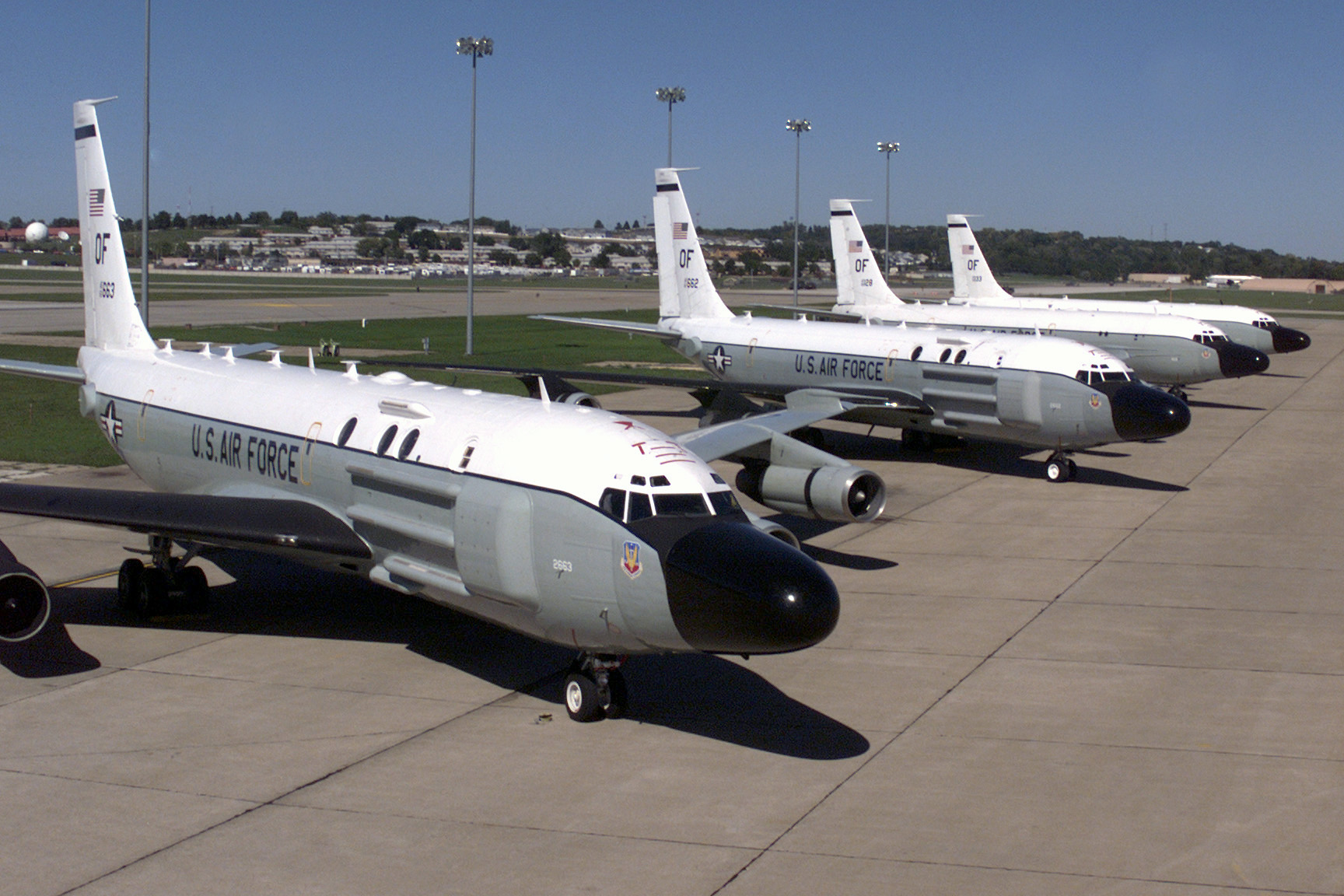
Des RC-135 utilisés par l'US Air Force pour la guerre électronique

Le soutien électronique ou « renseignement électronique » rassemble tous les « moyens passifs » de la guerre électronique, son objectif est le « contrôle du spectre radioélectrique ». Les militaires employaient autrefois l'expression « mesures de soutien électronique » ou ESM (pour l'équivalent anglophone : Electronic Support Measures). Il s'agit d'utiliser les émissions électroniques de l'adversaire pour détecter sa présence, le localiser par goniométrie, et si possible identifier ses unités, obtenir des informations sur les systèmes qu'il utilise et écouter ses communications.
Le renseignement d'origine électromagnétique (ROEM), aussi appelé SIGINT en anglais pour Signals Intelligence, comprend :
- le COMINT (pour Communication Intelligence), le renseignement issu de l'écoute de communications (démodulation, décodage, décryptage, traduction…) ;
- l'ELINT (pour Electronic Intelligence), le renseignement technique et de localisation obtenu par l'analyse d'émissions autres que communications, par exemple l'interception des signaux radar et la localisation d'antennes émettrices.

## Protection électronique

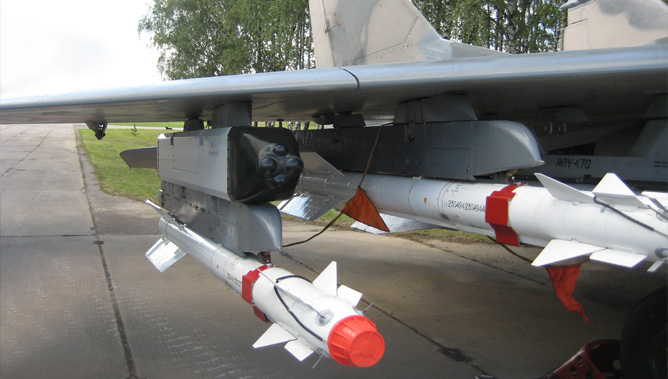
Dispositif russe de défense électronique antimissile placé au-dessus d'un missile sous l'aile, au-dessus des points d'ancrage du missile

La protection électronique inclut tous les dispositifs et toutes les procédures permettant de contrer les attaques électroniques et les moyens de renseignement électronique de l'adversaire. On parlait autrefois de mesures de protection électronique et de contre contre-mesures électroniques (en anglais ECCM pour Electronic Counter Counter Measures).
Il s'agit soit :
- de concevoir des bâtiments ou des aéronefs de combat furtifs, c'est-à-dire avec une « signature » radar réduite en utilisant des formes dispersant les ondes et des revêtements absorbants ;
- d'appliquer des plans d'utilisation de fréquences et des procédures de silence radio et radar ;
- d'utiliser des systèmes d'identification électronique ;
- d'utiliser des systèmes électroniques à évasion ou à saut de fréquence, ou encore, pour les communications, des systèmes à émissions brèves ;
- d'utiliser, pour les communications, des codes et du chiffrement
- d'utiliser un système de filtrage des interférences ou d'annulation des interférences (suppression de l'activité du brouilleur en lui superposant une propriété inverse, ce qui reste difficile en raison du besoin de compenser le déphasage)[10].

## Dans le monde

### Suisse

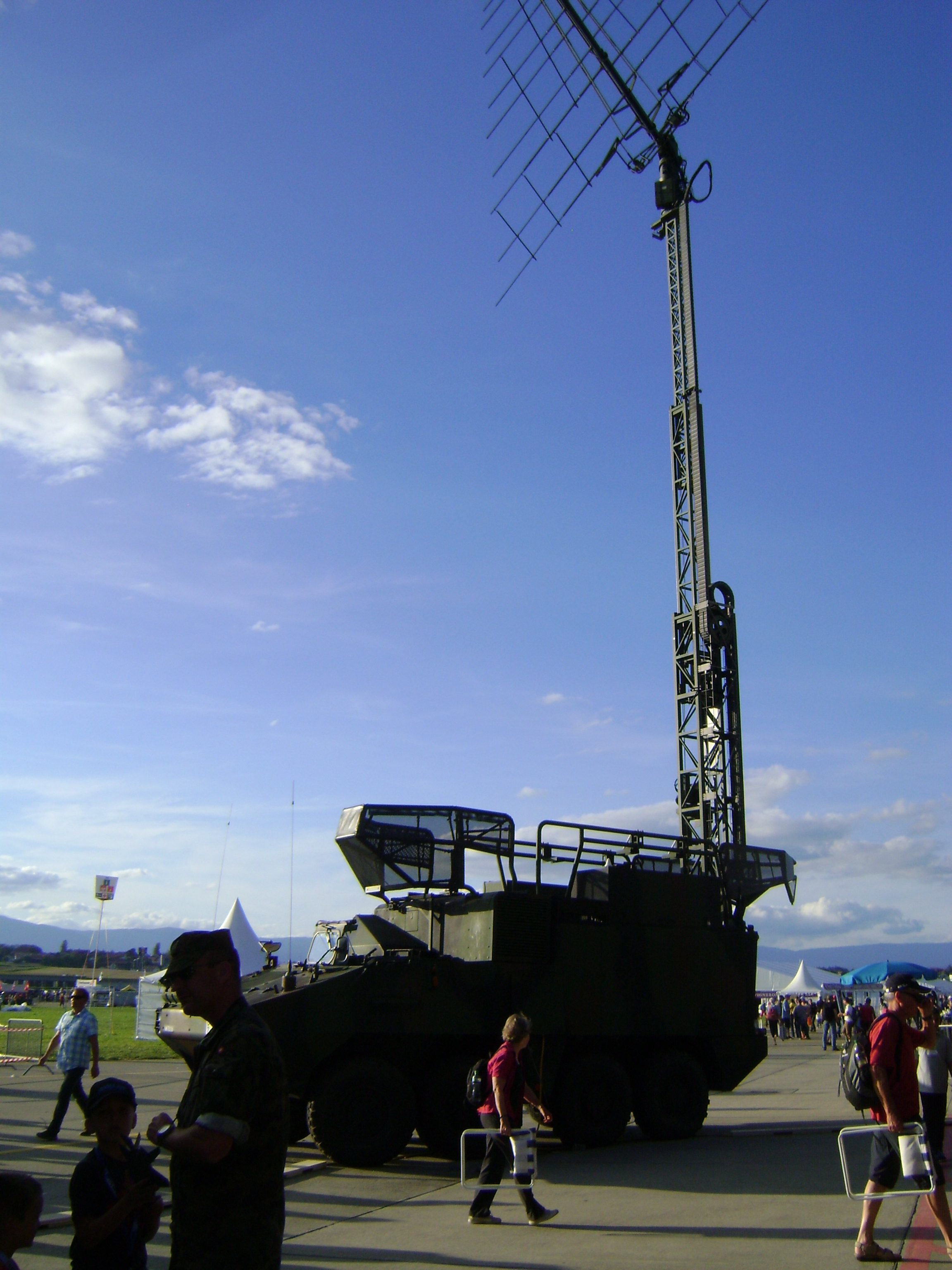
Système de guerre électronique mobile suisse MZS sur Mowag Piranha

L'armée suisse dispose du véhicule blindé Mowag Piranha MZS (Mehrzwecksender ou « station polyvalente ») fabriqué par Mowag pour la guerre électronique.

### Royaume-Uni
- RFDEW

### Russie

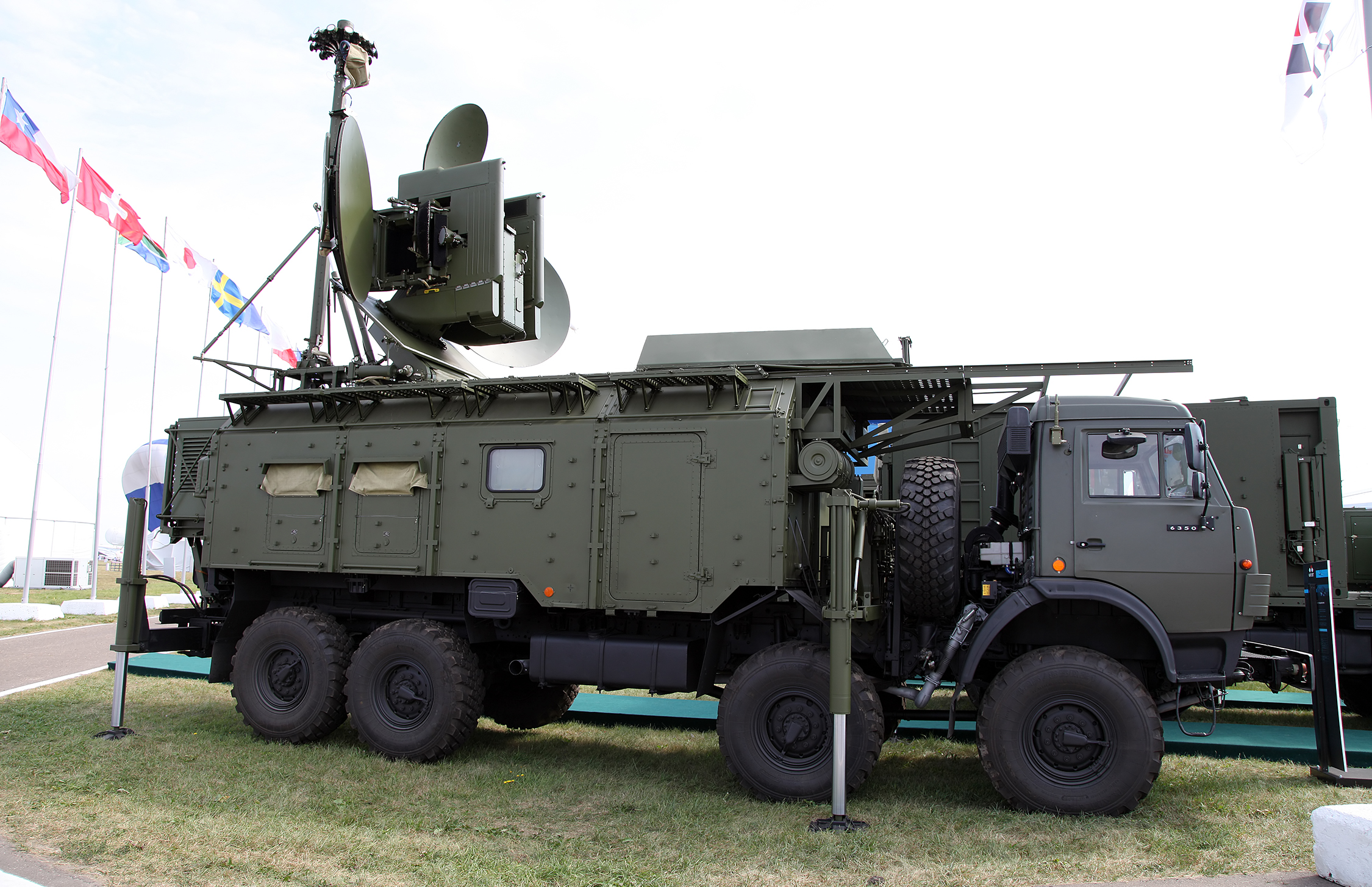
Système de guerre électronique mobile russe Krasukha sur véhicule porteur KamAZ-6350

L'armée russe dispose des systèmes mobiles suivants : Krasukha, Moskva-1, Borissoglebsk 2, RB-636AM2 « Svet-KU », SPR-2 (SPR-2 Rtut-B) et Infauna.

### France
- 54e régiment de transmissions
- 785e compagnie de guerre électronique
- Direction du Renseignement militaire - section « Avions de guerre électronique »
- Escadron électronique aéroporté 1/54 Dunkerque
- Dassault Falcon Archange (avion)
- CERES (satellite)
- Dupuy-de-Lôme (navire)
- Ensemble mobile écoute et recherche automatique des émissions (Emeraude)